# Lianne Tan
Pour les articles homonymes, voir Tan.
Lianne Tan, née le 20 novembre 1990, est une joueuse de badminton belge, hendécuple championne nationale de la discipline. Elle a participé aux Jeux olympiques d'été de 2012. Son frère Yuhan est également un joueur de Badminton. Leur entraîneur est Alan McIlvain.
Elle remporte la médaille d'argent aux Jeux européens de 2015.